# Valmiera
Valmiera je deveti grad po broju stanovnika u Latviji, smješten u sjevernom dijelu zemlje. Grad je također samostalna gradska općina.
Valmiera je poznata kao povijesno središte drevne pokrajine Vidzeme i cijele sjeverne Latvije.

## Prirodni uvjeti
Grad Valmiera nalazi se u sjevernoj Latviji, na raskrižju cesta između Rige i Tallinna, glavnih gradova Latvije i Estonije. Grad je udaljen 110 km sjeveroistočno od glavnog grada Rige.
Valmiera se nalazi u povijesnoj pokrajini Vidzeme, čije je povijesno središte. Grad je nastao na zavoju rijeke Gauja. Nalazi se u nizinskom području, otprilike 50 metara nadmorske visine. Ima kontinentalnu klimu.

## Povijest
Područje Valmiere bilo je naseljeno od prapovijesti. Današnje naselje spominje se kao grad pod njemačkim Teutoncima 1323. godine. Godine 1561. grad je pripojen Poljsko-Litavskoj Uniji. Godine 1711. osvojilo ga je Rusko Carstvo. U 19. stoljeću grad je doživio gospodarski procvat.
Godine 1920. Valmiera je pripojena novoosnovanoj Latviji. Godine 1940. pripojena je SSSR-u, ali je ubrzo pala u ruke Trećeg Reicha (1941. - '44.). U listopadu 1941. godine, 209 Židova iz Valmiere i okolnih područja ubijeno je u lokalnim šumama. Nakon rata, grad je bio dio Latvijske SSR, a ponovnim uspostavljanjem latvijske neovisnosti 1991. godine Valmiera se našla unutar granica Latvije.

## Stanovništvo
S 22 tisuća stanovnika, Valmiera je deveti najveći grad u Latviji. Od stjecanja neovisnosti (1991.) broj stanovnika se smanjio (1989. - oko 30 tisuća ljudi), ali manje nego u slučaju drugih većih gradova u zemlji, zbog velikog udjela etničkih Latvijaca u stanovništvu grada.
Etnički sastav: Izvorni Latvijci čine većinu stanovništva grada, a od svih gradova u zemlji, Valmiera ima najveći postotak Latvijaca. Nacionalni sastav je sljedeći:
- Latvijci: 80%
- Rusi: 13%
- Bjelorusi: 2%
- Ostali: 3%